# Filogeografia

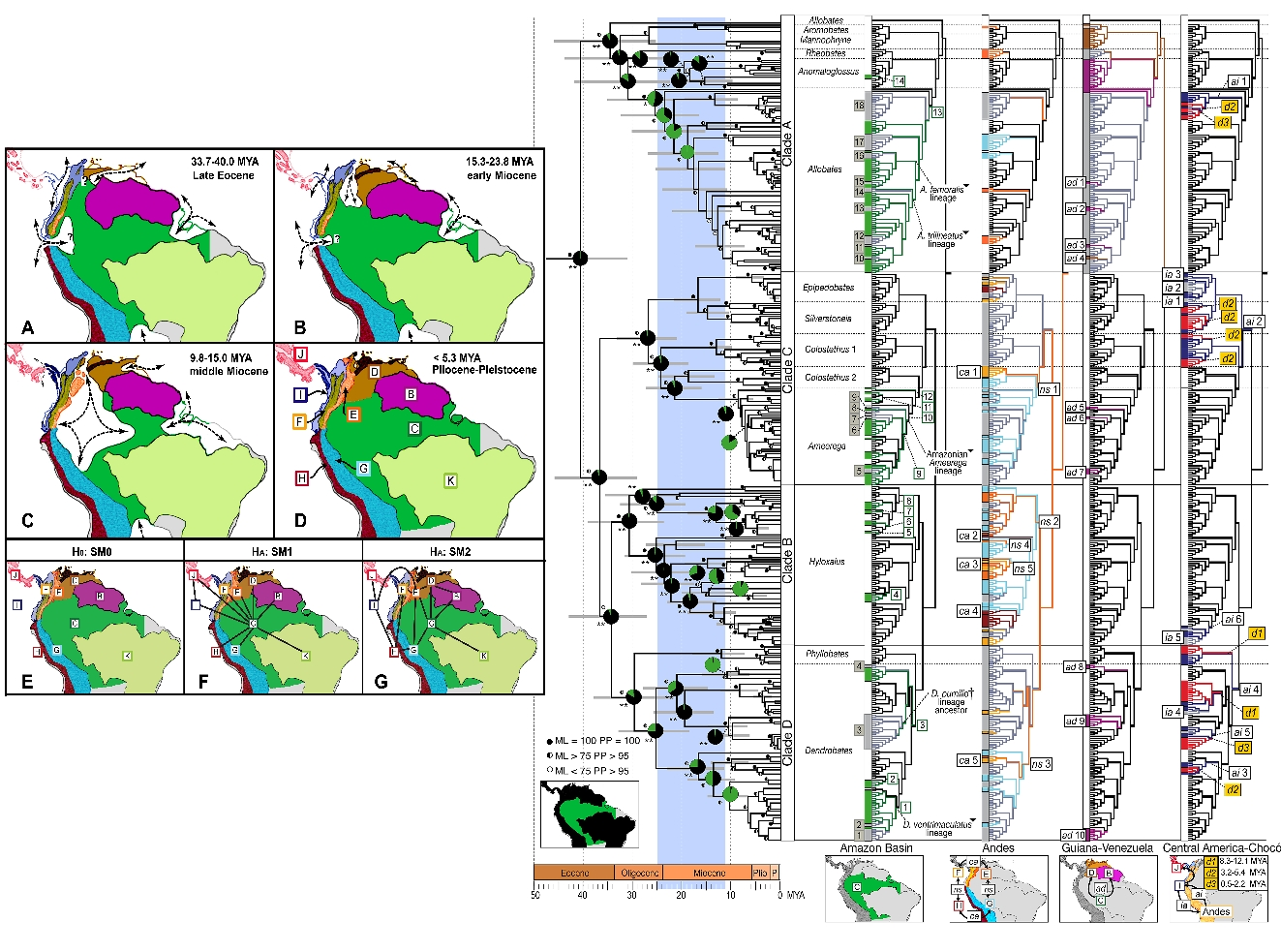
Aquests mapes i esquemes dibuixen la història filogeogràfica de les granotes verinoses a Amèrica del Sud.

La filogeografia és l'estudi dels processos històrics que poden ser responsables de la distribució geogràfica passada fins a l'actual dels llinatges. Això s'aconsegueix tenint en compte la distribució geogràfica dels individus a la llum de la genètica, en particular la genètica de poblacions.
Aquest terme es va introduir per descriure els senyals genètics estructurats geogràficament dins i entre les espècies. Un enfocament explícit en la biogeografia/passat biogeogràfic d'una espècie diferencia la filogeografia de la genètica de poblacions i la filogenètica clàssiques.
Els esdeveniments passats que es poden inferir inclouen l'expansió de la població, els colls d'ampolla de la població, l'especiació al·lopàtrica, la dispersió i la migració. Els enfocaments desenvolupats recentment que integren la teoria de la coalescència o la història genealògica dels al·lels i la informació de distribució poden abordar amb més precisió el paper relatiu d'aquestes diferents forces històriques en la configuració dels patrons actuals.